# ۱۰۹۵ (میلادی)
۱۰۹۵ (میلادی) هزار و نود و پنجمین سال تقویم میلادی است.

## رویدادها
در سال ۱۰۹۵ میلادی جنگ‌های صلیبی میان مسلمانان ومسیحیان آغاز شد. جنگ‌های صلیبی به جنگ‌هایی گفته می‌شود که در آن مسیحیان برای رهایی بیت‌المقدس که زیر سلطه مسلمانان بود در قرون یازده و دوازده میلادی بدان دست می‌زدند. نخستین کسی که پرچم جنگ را برافراشت راهبی بنام پطرس از اهالی گل (فرانسه فعلی) بود. جنگ‌های صلیبی نه جنگ است که در جنگ اول و چهارم هیچیک از پادشاهان اروپایی دخالت نداشتند و فقط نجبا و اصیل زادگان بودند که بر صلیبی‌ها فرمانروایی می‌کردند. غیر از جنگ اول در باقی جنگ‌ها مسیحیان از مسلمانان شکست خوردند
در سال ۱۰۹۵ میلادی پاپ اورین دوم همه مسیحیان اروپایی را مجبور کرد تا علیه ترکان مسلمان قیام کنند و شهر اورشلیم (بیت المقدس) واقع در فلسطین را اشغال کنند. در همان سال، سپاه بزرگی مهیا و رهسپار نخستین جنگ صلیبی گردید. عده زیادی از جنگجویان صلیبی در طول سفر خطرناک از اروپا تا خاورمیانه جان خود را از دست دادند. آن‌ها که زنده ماندند در سال ۱۰۹۹ م بیت المقدس را تسخیر کردند. بین سال‌های ۱۰۹۹ تا ۱۲۵۰ میلادی شش جنگ صلیبی دیگر رخ داد ولی در هیچ یک از آن‌ها صلیبیان موفقیتی به دست نیاورند.

## درگذشتگان
‎